# 4990 Тромбка
4990 Тромбка (4990 Trombka) — астероїд головного поясу, відкритий 2 березня 1981 року.
Тіссеранів параметр щодо Юпітера — 3,617.